# Yasuni nationalpark
Yasuni nationalpark (spanska: Parque Nacional Yasuní) är en nationalpark i Ecuador. Den ligger i provinserna Napo, Pastaza och Orellana, i den östra delen av landet, 300 km öster om huvudstaden Quito. Nationalparken grundades den 26 juli 1979. Områdets area är 9 823 km². Den blev en del av Unesco:s biosfärprogram 1989. Parken är känd för sin unika biologiska mångfacettering. 
Yasuni nationalpark är hem för jägar- och samlarfolket waorani, även kallade huaoranifolket, som är kända för sin kamp mot oljebolagen som verkar inom nationalparken. 2010 skapade president Rafael Correa en FN-stödd stiftelse, till syfte att genom donationer skydda dittills orörda områden i nationalparken från oljeborrningar. År 2013 skrev Correa under ett beslut om att likvidera stiftelsen, då målet var att samla in motsvarande drygt 23 miljarder kronor, men stiftelsen lyckades inte samla in en procent av de medel man hoppats på. Correa ansåg då att man inte hade något annat val än att överge planen. Vid en nationell folkomröstning i augusti 2023 röstade cirka 60 procent av befolkningen mot utvinning av olja i nationalparken.